# Ботунец 1
 Тази статия е за квартала в София.  За езерото вижте Смърдана (езеро).  
Жилищен комплекс „Ботунец 1“ е малък квартал в град София, България, разположен в район „Кремиковци“, на 16,1 километра източно от центъра на града.
Намира се източно от „Челопешко шосе“, като е почти изцяло ограден от квартал „Ботунец“, а на югозапад граничи с невключени в определен квартал територии.